# Секст Еруций Клар
Секст Еруций Клар (на латински: Sextus Erucius Clarus; † края на февруари или началото на март 146 г.) е политик и сенатор на Римската империя през края на 1 и началото на 2 век.
Произлиза от фамилията Еруции. Син е на Марк Еруций Клар и племенник на Гай Септиций Клар (преториански префект 117/119 г.).
Помага му Плиний Млади и той става квестор през 99 г., по-късно народен трибун и претор. Участва като преторски легат в Партската война на Траян и завоюва през 116 г. Селевкия-Ктезифон.
Клар е два пъти консул. Първият път вероятно след войната с партите през 117 г. По времето на император Антонин Пий през 146 г. той става градски префект и за втори път консул. Колега му е Гней Клавдий Север Арабиан. Клар умира по време на втория си консулат в края на февруари или началото на март 146 г.
Неговият син вероятно е Гай Еруций Клар, консул 170 г.